# Selçuklu
Selçuklu ist eine Stadtgemeinde (Belediye) im gleichnamigen Ilçe (Landkreis) der Provinz Konya in der türkischen Region Zentralanatolien und gleichzeitig ein Stadtbezirk der 1986 gebildeten Büyükşehir belediyesi Konya (Großstadtgemeinde/Metropolprovinz). Seit der Gebietsreform 2013/2014 ist die Gemeinde flächenmäßig deckungsgleich mit dem Landkreis.
Zum Bezirk gehört der nordwestliche Teil der Kernstadt von Konya.
Der Landkreis liegt im Zentrum der Provinz. Er grenzt im Süden an Meram, im Westen an Derbent und Ilgın, im Norden an Kadınhanı und Sarayönü, im Nordosten an Altınekin und im Südosten an Karatay. Durch den Landkreis verlaufen von Konya aus nach Norden die Fernstraße D-300 nach Afyonkarahisar und Izmir sowie nach Nordosten die D-715 zur Europastraße 90 nach Ankara. Im Süden folgt die D-330 nach Beyşehir und Isparta etwa der Landkreisgrenze nach Meram. Im Osten durchquert die Zweigstrecke der Anatolischen Eisenbahn von Eskişehir nach Konya den Landkreis. Im Norden des Kreises liegen die Gebirge Bozdağ mit dem gleichnamigen 1.956 Meter hohen Gipfel und Karadağ mit dem gleichnamigen Berg von 1.919 Metern und dem Atağrı Tepesi von 2.129 Metern, im Westen Ausläufer des Aladağ mit dem Çatal Tepesi (2.065 Meter) und dem Çinikoyağı Tepesi (1.789 Meter). Im Westen fließt der Çeltöğün Deresi nach Konya, der nahe der südlichen Grenze zum Altınapa Barajı aufgestaut ist.
Wenige Kilometer nordöstlich des Zentrums von Konya befindet sich der Flughafen Konya.

## Geschichte
Die Planung des Kreises Selçuklu begann am 20. Juni 1987 als Teil der Metropolregion Konya, die am 27. Juni 1987 gebildet wurde. Dabei wurde durch das Gesetz Nr. 3399 die Provinzhauptstadt Konya, also der Merkez Ilçe (zentrale Landkreis), in drei annähernd gleich große Landkreise geteilt. Meram im Südwesten, Karatay im Osten und eben Selçuklu im Nordwesten. Der erste Landrat Mustafa Haluk Sygı trat am 1. April 1988 sein Amt an.
Von der Provinzhauptstadt Konya erhielt der neue Kreis 30 der 239 Mahalle (Stadtviertel/Ortsteile) und 43 Dörfer (Köy) aus den drei Bucaks Aşağıpınarbaşı, Sille und Derbent. Fünf der Dörfer waren als Belediye deklariert: Başarakavak, Derbent, Çiftliközü, Tepeköy und Yükselen.

## Verwaltung
(Bis) Ende 2012 bestand der Landkreis neben der Kreisstadt aus den drei Stadtgemeinden (Belediye) Başarakavak, Sızma und Tepekent sowie 20 Dörfern (Köy) in zwei Bucaks (Aşağıpınarbaşı und Sille), die während der Verwaltungsreform 2013/2014 in Mahalle (Stadtviertel/Ortsteile) überführt wurden. Die 69 existierenden Mahalle der Kreisstadt blieben erhalten, während die acht Mahalle der anderen drei o. g. Belediye vereint und zu je einem Mahalle reduziert wurden. Durch die Zusammenlegung der Mahalle sank deren Zahl von 77 auf 72. Ihnen steht ein Muhtar als oberster Beamter vor.

## Einwohner
Ende 2020 lebten durchschnittlich 9.212 Menschen in jedem dieser Mahalle. Die bevölkerungsreichsten davon sind:
- Yazır Mah. (67.696 Einwohner)
- Bosna Hersek Mah. (39.670)
- Sancak Mah. (36.468)
- Kosova Mah. (33.095)
- Mehmet Akif Mah. (28.585)
- Beyhekim Mah. (27.903)
- Akşemsettin Mah. (23.319)
- Kılınçarslan Mah. (21.788)
- Selahaddini Eyyubi Mah. (20.820)
- Işıklar Mah. (20.271)
- Buhara Mah. (20.121)
- Parsana Mah. (20.033)

- Hanaybaşı Mah. (17.810)
- Hüsamettin Çelebi Mah. (17.697)
- Şeyh Şamil Mah. (17.337)
- Şeker Mah. (17.035)
- Binkonutlar Mah.(16.921)
- Hocacihan Mah. (14.989)
- Sakarya Mah. (14.285)
- Malazgirt Mah. (14.172)
- Feritpaşa Mah. (14.120)
- Bedir Mah. (12.940)
- Erenköy Mah. (12.851)
- Dumlupınar Mah. (12.826)
- Aydınlıkevler Mah. (12.339)
- Esenler Mah. (11.706)
- Nişantaş Mah. (11.469)
- Hacıkaymak Mah. (10.797)
- Selçuk Mah. (10.009)

Entwicklung der Einwohnerzahl:
| Datum | Einwohner |
| ----- | --------- |
| 1990  | 202.154   |
| 2000  | 348.329   |
| 2007  | 466.233   |
| 2008  | 472.436   |
| 2009  | 487.889   |
| 2010  | 508.102   |
| 2011  | 529.514   |
| 2012  | 552.110   |
| 2013  | 565.093   |
| 2014  | 584.644   |
| 2015  | 604.706   |
| 2016  | 622.846   |
| 2017  | 639.450   |
| 2018  | 648.850   |
| 2019  | 662.808   |
| 2020  | 663.280   |
| 2022  | 682.514   |

## Bildung
Die Selçuk Üniversitesi befindet sich im Norden der Stadt an der Ausfallstraße D 300. Fast alle Gebäude wurden innerhalb der letzten zwanzig Jahre errichtet. Die Universität besteht aus 23 Fakultäten, einer Fremdsprachenhochschule, einem staatlichen Konservatorium, drei Krankenpflege(hoch-)schulen, 25 Berufshochschulen, vier Instituten, zwei Sporthochschulen und 13 Forschungs- und Entwicklungszentren. Mit mehr als 85.000 Studenten ist sie zahlenmäßig die größte Universität der Türkei.

## Politik
Bei der Wahl zum Stadtrat am 31. März 2019 wurden folgende Ergebnisse erzielt:
Bürgermeister wurde Ahmet Pekyatırmacı von der AKP mit 67,1 % der Stimmen. Er kandidierte zum ersten Mal.
Der Stadtrat wurde 2019 wie folgt gewählt:
| Partei      | in Prozent | Sitze    |
| AKP und MHP | 67,51      | 38 und 5 |
| İYİ         | 14,17      | 2        |
| CHP         | 7,46       | -        |
| BBP         | 5,31       | -        |
| Saadet      | 4,29       | -        |
| BTP         | 0,32       | -        |
| DSP         | 0,28       | -        |
| DP          | 0,27       | -        |
| TKP         | 0,23       | -        |
| Vatan       | 0,15       | -        |

AKP und MHP bildeten eine gemeinsame Liste.

## Sehenswürdigkeiten

### Kultur
In Selçuklu gibt es zahlreiche Bauwerke aus der Seldschukenzeit, da Ikonion, das heutige Konya, von 1101 bis 1307 die Hauptstadt des Sultanats der Rum-Seldschuken war. Zu nennen sind unter anderem:
- İnce-Minareli-Medrese (dt.: Medrese mit dem schlanken Minarett), eine Koranschule, erbaut unter Großwesir Sahip Ata Fahrettin Ali in den Jahren 1260 bis 1265. Heute ein Museum für Stein- und Holzkunst (Taş ve Ahşap Eserler Müzesi). Sie steht seit 2014 auf der Vorschlagsliste als UNESCO-Weltkulturerbe. Bild siehe rechts oben.

- Karatay Medresesi; eine ehemalige Koranschule. Sie wurde 1251 von Emir Celâleddin Karatay 1251 gestiftet. Heute ein Museum für Keramik und Fliesen (Çini Eserler Müzesi).

- Alâeddin-Moschee (Alâeddin Camii), eine der ältesten Seldschuken-Moscheen. Der Bau begann um 1150 und zog sich bis 1219 hin. Die Moschee befindet sich auf einem Hügel (Alâeddin tepesi) mitten in Konya. Zu dem Komplex gehören noch zwei Mausoleen, in denen acht Sultane der Rum-Seldschuken begraben sind.

Ikonion lag an der Seidenstraße von Aleppo nach Konstantinopel. Entlang der Route befinden sich folgende seldschukische Karawansereien auf dem Stadtgebiet (siehe auch Liste der Seldschuken-Hane in der Türkei):
- Dokuzun Hanı, aus dem Jahre 1210 unter Sultan Kai Chosrau I.; etwa 10 km nördlich der Stadt an der Straße D 300.
- Horuzlu Han, erbaut 1246 bis 1249 unter Sultan Kai Kaus II. Er liegt im Gewerbegebiet Horuzluhan im Nordosten der Stadt.
- Zazadin Han, errichtet 1235 bis 1237 unter Sultan Kai Kobad I. Er befindet sich beim Dorf Tömek im Osten des Stadtgebiets.

Sehenswürdigkeiten aus anderen Epochen:
- Die mittelalterliche Burgruine Gevale (Gevale Kalesi) auf dem Takkeli-Berg beim Dorf Sarayköy.
- Die byzantinische Kirche Sankt Helena (Aya Eleni Kilisesi; gr.: Hagia Eleni) in Sille, westlich der Stadt gelegen. Heute ein Museum.
- die Teufelsbrücke (Şeytan Köprüsü), eine Ein-Bogen-Brücke in Sille, vermutlich aus der Seldschukenzeit.
- Zwei Höhlenkirchen und circa vierzig Wohnhöhlen aus dem 11. Jahrhundert; ebenfalls in Sille.
- Osmanischer Hamam, erbaut um 1880, in Sille.
- Selçuklu Kulesi. Der „seldschukische Turm“ ist mit 163 m das höchste Gebäude Zentralanatoliens. In den obersten Stockwerken ist ein Drehrestaurant untergebracht.[5]

### Natur
- Altınapa-Stausee (Altınapa Baraji), ein Naherholungsgebiet ungefähr 20 km westlich von Selçuklu.[6] Bei niedrigem Wasserstand kann man die Ruinen des Altınapa Hans sehen.
- Sille-See-Park (Sille Baraj Park). Er ist einer der größten und meistbesuchten Parkanlagen der Türkei, der viele verschiedene Freizeitangebote bietet.
- Japan-Kyoto-Park (Japon-Kyoto Parkı), ein fast vier Hektar großer Park im japanischen Stil und mit japanischen Bauwerken.
- Tropischer Schmetterlingsgarten Konya (Konya Tropikal Kelebek Bahçesi). Auf 385.000 m² befinden sich Indoor-Flugbereiche für Schmetterlinge, Museen und ein botanischer Garten.

### Bildergalerie

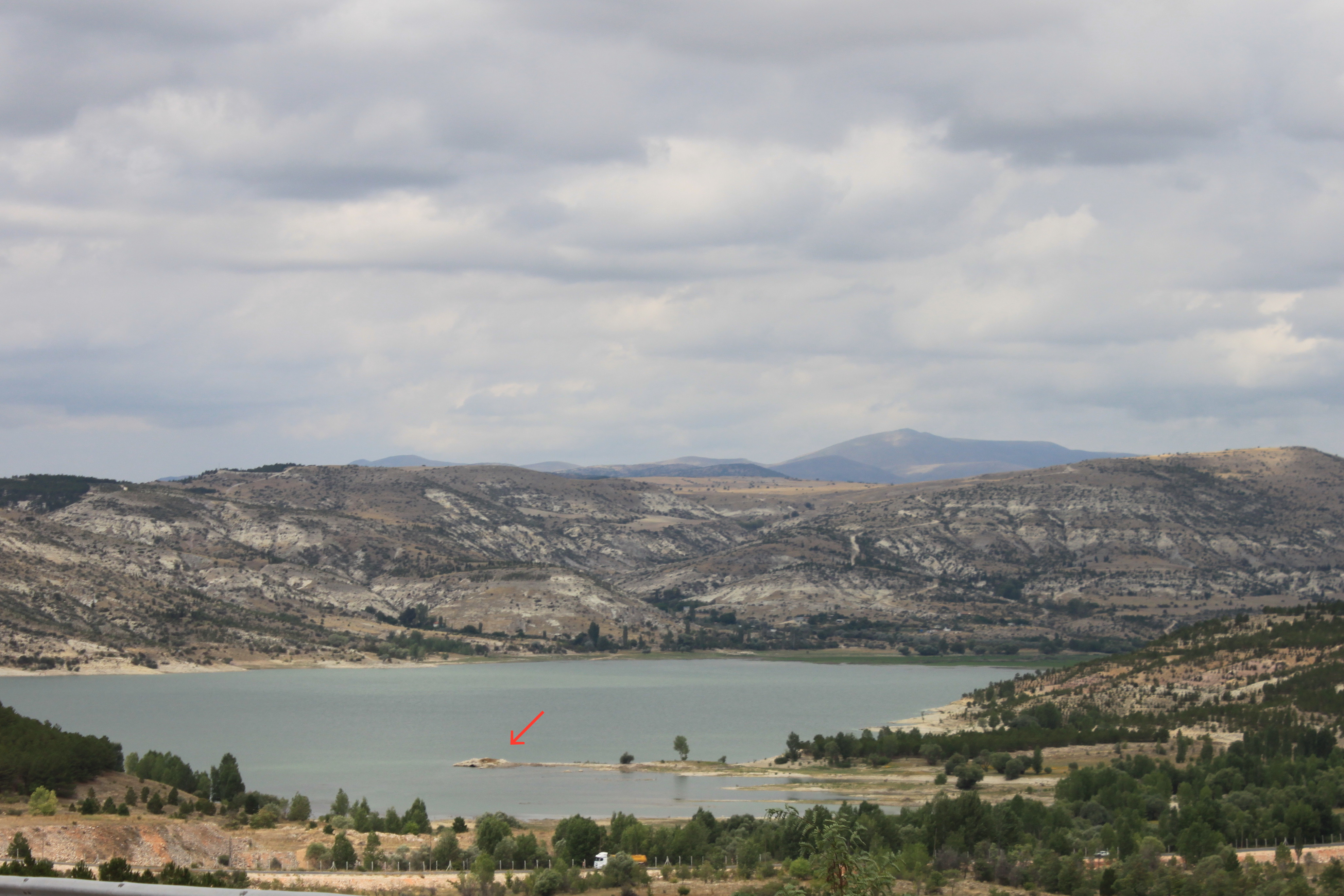
Altınapa-Stausee westlich von Selçuklu mit Ruine (siehe roten Pfeil)
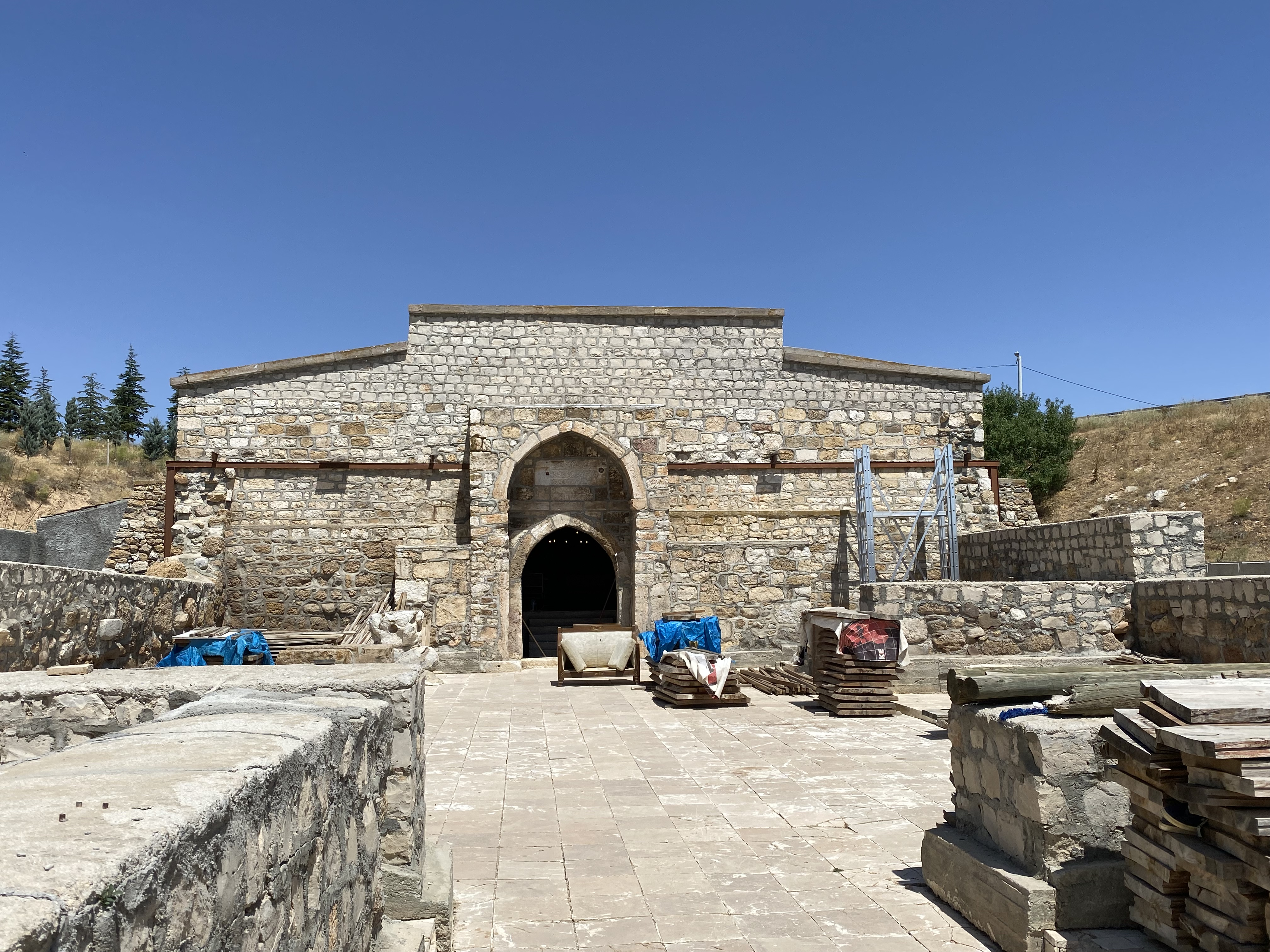
Dokuzun Hanı; Blick nach Norden.
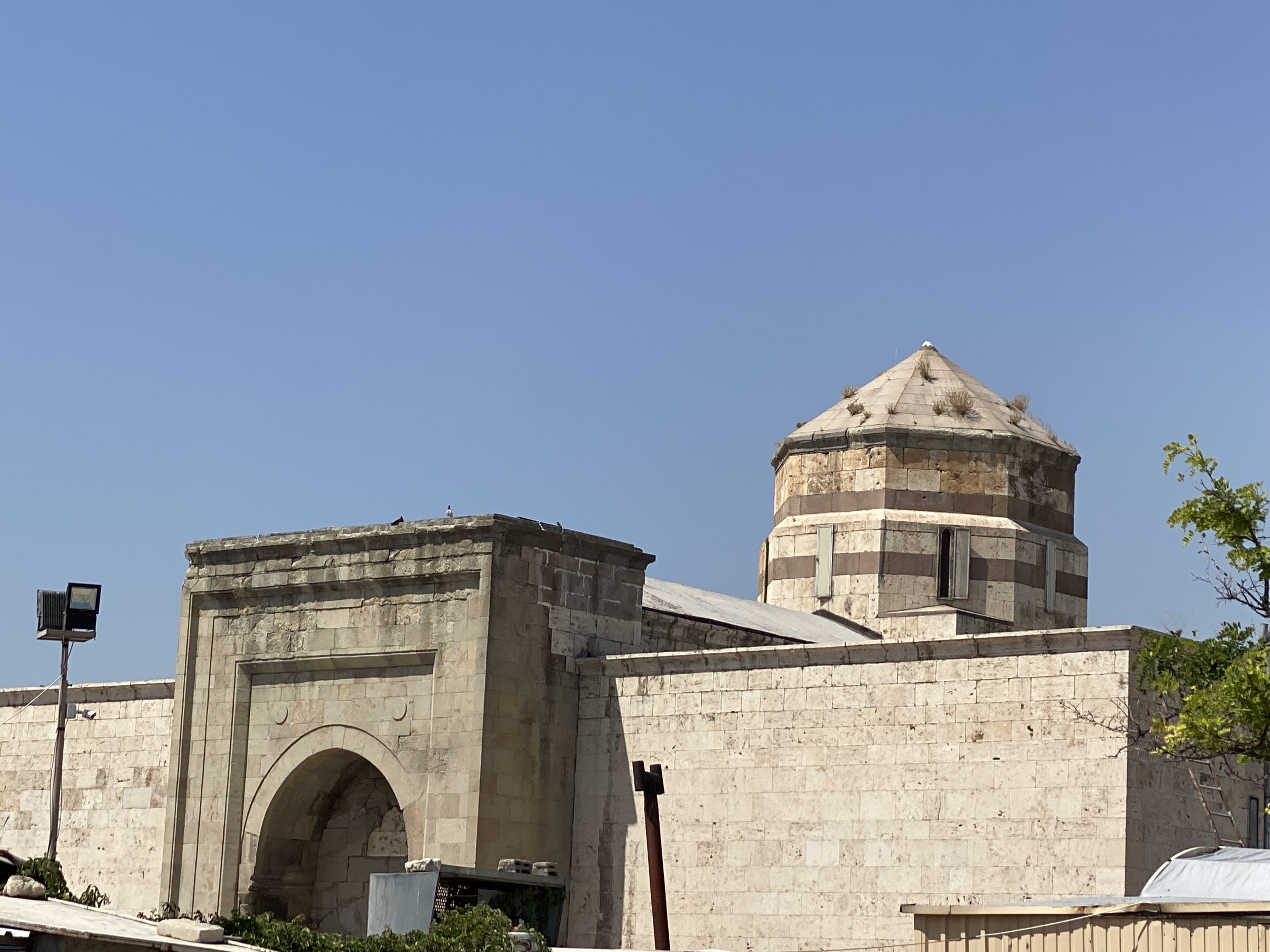
Der Eingang des Horuzlu Hans; Ansicht von Süden.
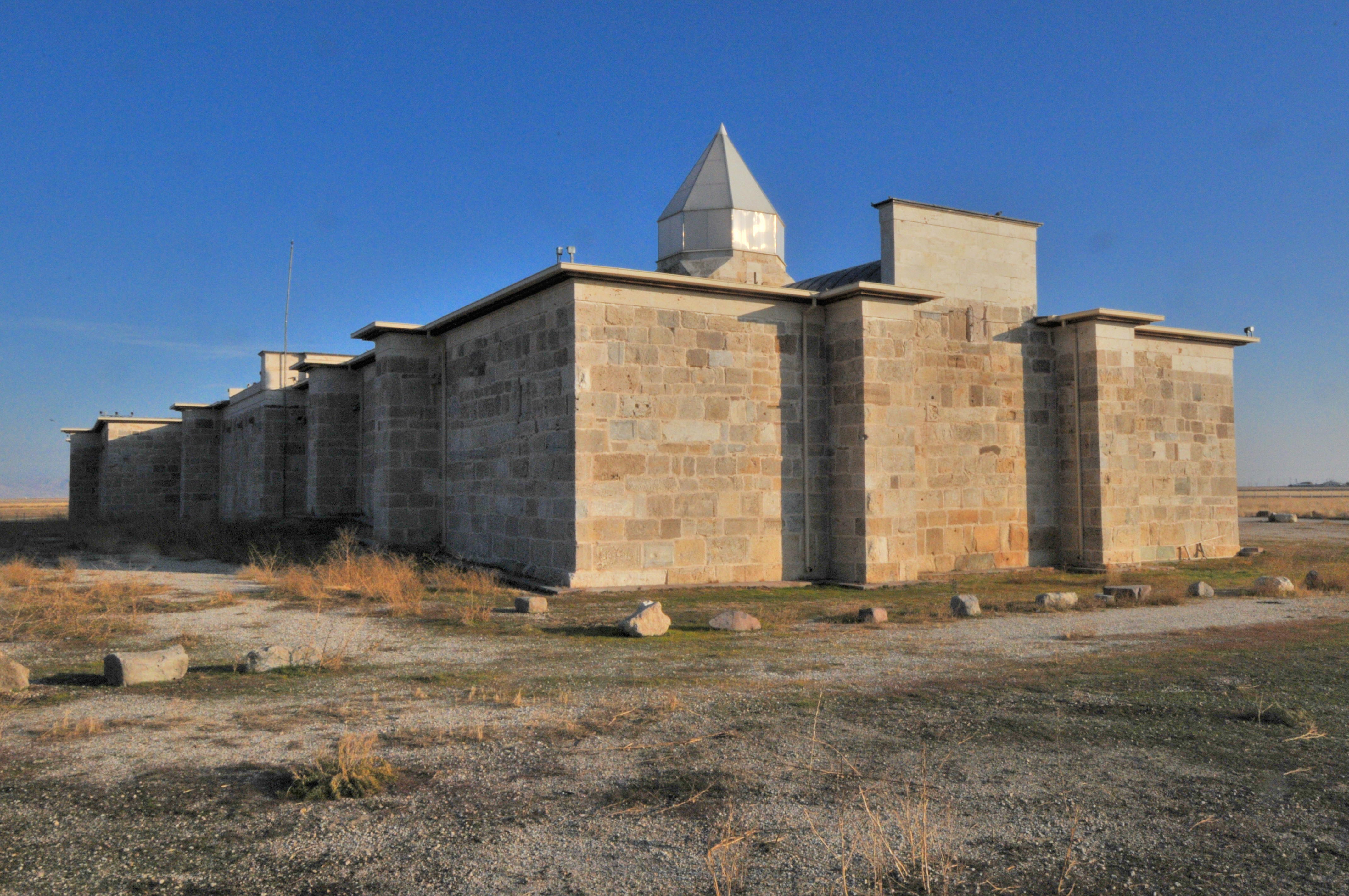
Der Zazadin Han bei Tömek.
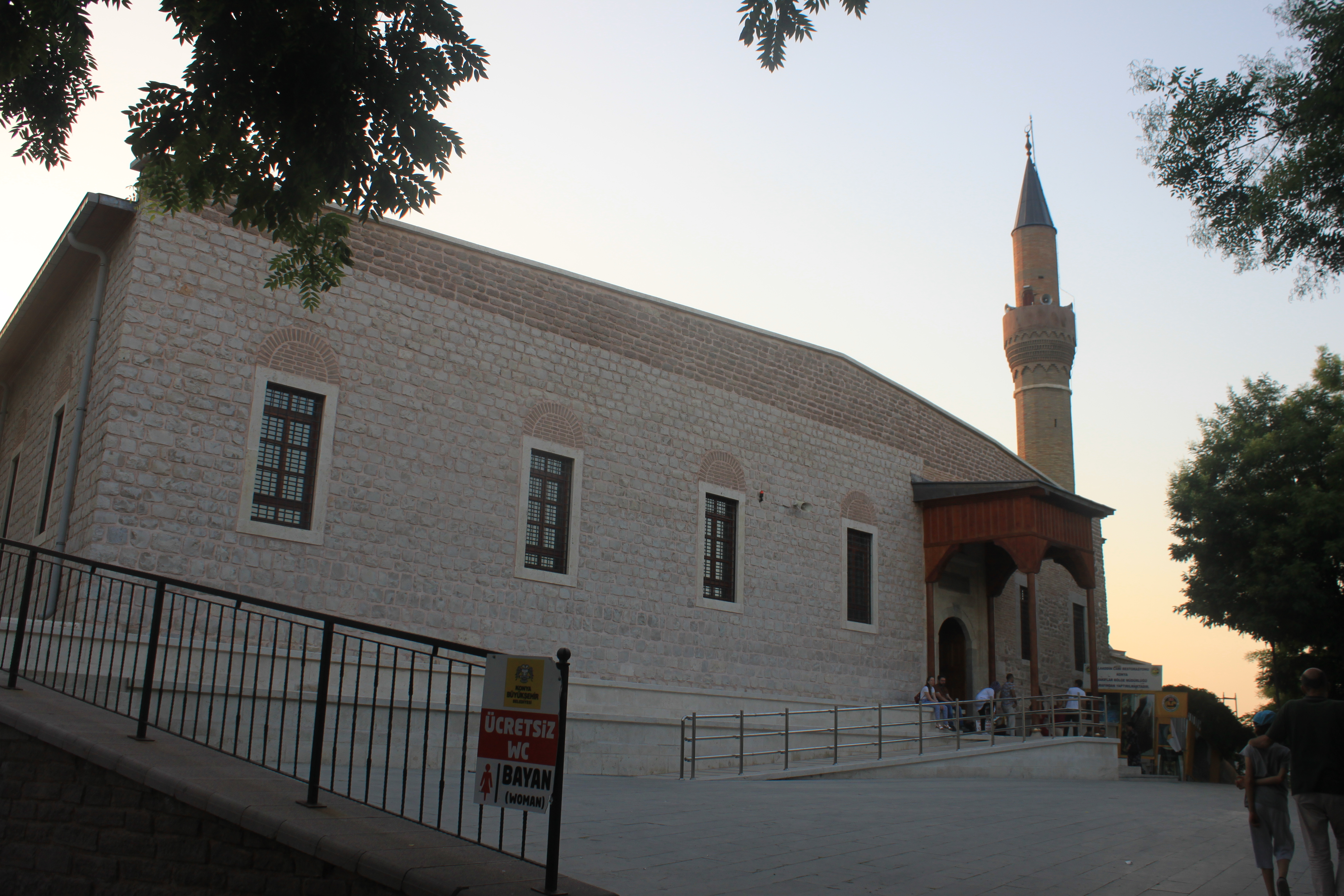
Die Alâeddin-Moschee; erbaut 1155 bis 1221.
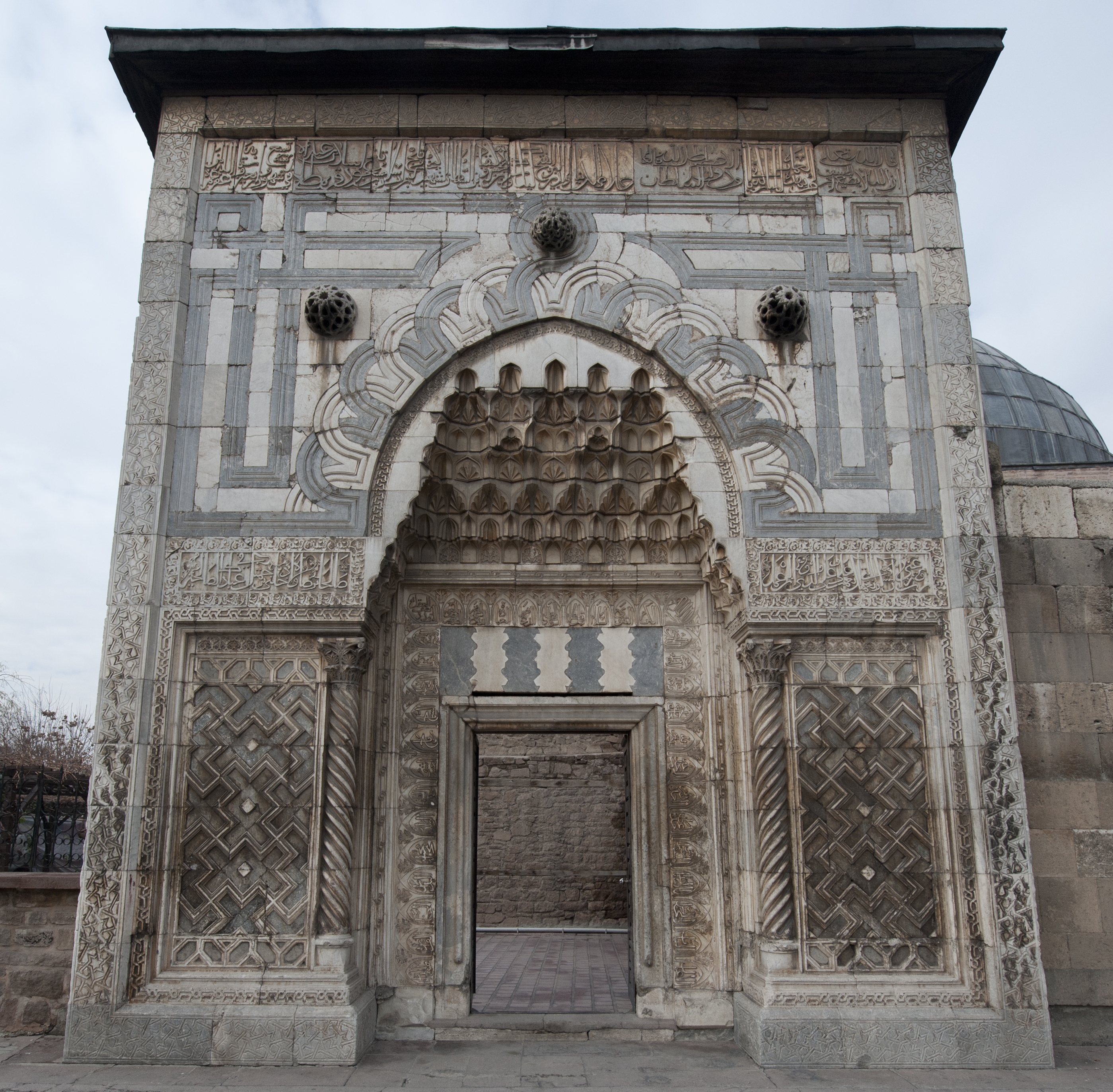
Karatay Medresesi Museum.
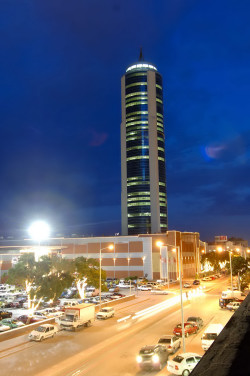
Der Selçuklu Kulesi